# داربهانجا
دربنجا أو (نقحرة: داربهانجا) رمزها «DA» (بالإنجليزية: Darbhanga)‏ ، هو تقسيم إداري لدولة الهند تتبع ولاية بيهار (بالإنجليزية: Bihar)‏ ، مركزها هو مدينة دَربنجا (بالإنجليزية: Darbhanga)‏ عدد سكانها حسب تعداد سنة 2001 هو 3,921,971 ، مساحتها 2,278 كم² وكثافة السكان 1,721 لكل كم² .

## المناخ
يظهر الجدول التالي التغييرات المناخية على مدار السنة لدَربنجا:
| البيانات المناخية لـداربهانجا     | البيانات المناخية لـداربهانجا | البيانات المناخية لـداربهانجا | البيانات المناخية لـداربهانجا | البيانات المناخية لـداربهانجا | البيانات المناخية لـداربهانجا | البيانات المناخية لـداربهانجا | البيانات المناخية لـداربهانجا | البيانات المناخية لـداربهانجا | البيانات المناخية لـداربهانجا | البيانات المناخية لـداربهانجا | البيانات المناخية لـداربهانجا | البيانات المناخية لـداربهانجا | البيانات المناخية لـداربهانجا |
| الشهر                             | يناير                         | فبراير                        | مارس                          | أبريل                         | مايو                          | يونيو                         | يوليو                         | أغسطس                         | سبتمبر                        | أكتوبر                        | نوفمبر                        | ديسمبر                        | المعدل السنوي                 |
| --------------------------------- | ----------------------------- | ----------------------------- | ----------------------------- | ----------------------------- | ----------------------------- | ----------------------------- | ----------------------------- | ----------------------------- | ----------------------------- | ----------------------------- | ----------------------------- | ----------------------------- | ----------------------------- |
| الدرجة القصوى °م (°ف)             | 30.4 (86.7)                   | 33.9 (93.0)                   | 39.9 (103.8)                  | 42.0 (107.6)                  | 41.9 (107.4)                  | 43.4 (110.1)                  | 39.1 (102.4)                  | 38.4 (101.1)                  | 39.6 (103.3)                  | 39.2 (102.6)                  | 33.9 (93.0)                   | 29.9 (85.8)                   | 43.4 (110.1)                  |
| متوسط درجة الحرارة الكبرى °م (°ف) | 22.1 (71.8)                   | 25.8 (78.4)                   | 31.0 (87.8)                   | 34.1 (93.4)                   | 35.0 (95.0)                   | 34.9 (94.8)                   | 32.5 (90.5)                   | 32.8 (91.0)                   | 32.5 (90.5)                   | 31.6 (88.9)                   | 28.0 (82.4)                   | 24.8 (76.6)                   | 30.68 (87.22)                 |
| متوسط درجة الحرارة الصغرى °م (°ف) | 9.2 (48.6)                    | 11.0 (51.8)                   | 15.1 (59.2)                   | 19.1 (66.4)                   | 21.2 (70.2)                   | 22.9 (73.2)                   | 23.8 (74.8)                   | 24.2 (75.6)                   | 23.8 (74.8)                   | 21.2 (70.2)                   | 15.8 (60.4)                   | 10.6 (51.1)                   | 18.18 (64.72)                 |
| أدنى درجة حرارة °م (°ف)           | −0.2 (31.6)                   | −0.2 (31.6)                   | 3.9 (39.0)                    | 9.2 (48.6)                    | 10.4 (50.7)                   | 15.9 (60.6)                   | 18.7 (65.7)                   | 19.4 (66.9)                   | 18.9 (66.0)                   | 12.7 (54.9)                   | 7.2 (45.0)                    | 2.4 (36.3)                    | −0.2 (31.6)                   |
| الهطول مم (إنش)                   | 13.0 (0.51)                   | 14.0 (0.55)                   | 9.0 (0.35)                    | 29.0 (1.14)                   | 76.0 (2.99)                   | 139.0 (5.47)                  | 353.0 (13.90)                 | 254.0 (10.00)                 | 193.0 (7.60)                  | 73.0 (2.87)                   | 6.0 (0.24)                    | 7.0 (0.28)                    | 1٬166 (45.9)                  |
| متوسط الأيام الممطرة              | 1.6                           | 1.7                           | 1.6                           | 2.6                           | 4.6                           | 7.6                           | 16.4                          | 12.2                          | 10.5                          | 3.4                           | 0.5                           | 1.0                           | 63.7                          |
| متوسط الرطوبة النسبية (%)         | 68                            | 63                            | 49                            | 56                            | 60                            | 70                            | 78                            | 79                            | 79                            | 73                            | 66                            | 67                            | 67                            |
| المصدر: NOAA (1971–1990)          |                               |                               |                               |                               |                               |                               |                               |                               |                               |                               |                               |                               |                               |

## أعلام
- رام جوبال باجاج
- إتش س. فيرما